# Emilio Rivera
Pour les articles homonymes, voir Rivera.
Emilio Rivera, né le 24 février 1961 à San Antonio, est un acteur américain.

## Biographie
Sa famille s'installe à Los Angeles alors qu'il est tout jeune. Il obtient ses premiers rôles en faisant des apparitions dans des séries télévisées au début des années 1990. Il joue souvent des rôles de gangsters hispano-américains, notamment dans les films Les Ailes de l'enfer (1997), Traffic (2001), Collatéral (2004) et dans la série télévisée Sons of Anarchy où il interprète le rôle récurrent du président du club des Mayans.

## Filmographie

### Cinéma
- 1995 : Rêves de famille (My Family) de Gregory Nava
- 1997 : Les Ailes de l'enfer : Carlos
- 2001 : Traffic : un soldat de Salazar
- 2001 : Tomcats : Sampson
- 2002 : Ali G : Rico
- 2002 : Crimes et Pouvoir : le Salvadorien
- 2002 : Confessions d'un homme dangereux : Benitez
- 2003 : Un homme à part : Garza
- 2003 : Bruce tout-puissant : Hood
- 2004 : Collatéral : Paco
- 2005 : Bad Times : Eddy
- 2007 : Spider-Man 3 : le policier au Sand Truck
- 2007 : Delta Farce : Jorge
- 2008 : Au bout de la nuit : Vato
- 2012 : Act of Valor : Sanchez
- 2013 : Le Diable en personne de Waymon Boone : Bill Duffy
- 2015 : Agent 47 d'Aleksander Bach : Fabian
- 2018 : Don't Worry, He Won't Get Far on Foot de Gus Van Sant : Jesus Alvarado
- 2018 : Venom : Vigile du journal où travail Eddie Brock
- 2019 : 3 From Hell : Aquarius
- 2023 : Flamin' Hot d'Eva Longoria : Vacho

### Télévision
- 1996 - 1997 : Amour, Gloire et Beauté (soap opera, rôle récurrent) : Lucien Cortéz
- 2000 : X-Files : Aux frontières du réel (saison 7 épisode Orison) : Brigham
- 2001 : Urgences (saison 8 épisode 5) : Emilio Cardazco
- 2003 : The Shield (saison 2 épisodes 1 et 5) : Navaro Quintero
- 2005 : Kojak (3 épisodes) : Armando Diaz
- 2006 : Bones (saison 1 épisode 13) : Ramon Ortez
- 2008 : Weeds (4 épisodes) : El Coyote
- 2009 : Les Experts : Manhattan (saison 5 épisode 18) : Little Stevie / Steve Alvarez
- 2009 : Lie to Me (saison 1 épisode 12) : Tony Calvo
- 2011 : Mentalist (saison 4 épisode 9) : Martin
- 2013 : New York, unité spéciale (saison 14, épisode 22) : Benito Escobar
- 2008 - 2014 : Sons of Anarchy (31 épisodes) : Marcus Alvarez
- 2014 : Gang Related (13 épisodes) : Tio Gordo
- 2015 : Z Nation (6 épisodes) : Escorpion / Hector Alvarez
- 2018 - 2023 : Mayans M.C. : Marcus Alvarez
- 2018 : On My Block : Chivo
- 2024 : Landman